# 弗兰切丝卡·杜兰泰
弗兰切丝卡·杜兰泰（義大利語：Francesca Durante；1997年2月12日—），意大利女子足球运动员，司职守门员，目前效力于国际米兰足球俱乐部和意大利国家女子足球队。她曾代表意大利参加2022年欧洲女子足球锦标赛和2023年国际足联女子世界杯等多场国际赛事。